# Чеботько, Михаил Ульянович
Михаил Ульянович Чеботько (15 мая 1920, Рубаново, Полтавская губерния — 31 июля 1944, Старе-Калишаны, Люблинское воеводство) — командир батальона 220-го стрелкового полка, гвардии капитан. Герой Советского Союза.

## Биография
Родился 15 мая 1920 года в селе Рубаново, Гадячского уезда Полтавской губернии (до настоящего дня село не сохранилось, располагалось на территории современного Роменского района Сумской области). В детстве с родителями переехал в Ярославскую область. Жил в посёлке Бурмакино Некрасовского района. Здесь окончил школу-семилетку, пошёл работать.
В 1937 году был призван в Красную Армию. В 1940 году окончил Астраханское пулемётное училище. Участник Великой Отечественной войны с июня 1941 года. В 1943 году окончил курсы усовершенствования офицерского состава. В боях за освобождение Польши капитан Чеботько уже командовал стрелковым батальоном. Отличился при форсировании реки Вислы.
В ночь на 29 июля 1944 года батальон капитана Чеботько форсировал реку Вислу в районе деревни Колишаны и захватили плацдарм. С наступления дня противники пошли в атаку, стремясь сбросить наши подразделения обратно в реку. Комбат грамотно организовал оборону. Отражая многочисленные контратаки противника, удержал захваченные позиции. Был ранен в голову, но продолжал руководить боем. Лично участвовал в отражении контратак. В боях на плацдарме батальоном было истреблено около 300 немецких солдат и офицеров и подбиты две самоходные пушки.
31 июля 1944 года создалось критическое положение, подходили к концу боеприпасы, а натиск врага не ослабевал. При отражении пятой за день контратаки, когда противники вплотную подошли к позициям, бойцы батальона завязали рукопашный бой. Враг был отброшен, но в бою погиб командир батальона.
Указом Президиума Верховного Совета СССР от 24 марта 1945 года за образцовое выполнение заданий командования и проявленные мужество и героизм в боях с немецко-вражескими захватчиками капитану Чеботько Михаилу Ульяновичу присвоено звание Героя Советского Союза посмертно.
Награждён орденами Ленина, Красной Звезды.
Был похоронен в деревне Колишаны Опольского повета Люблинского воеводства, Польша.
В посёлке Бурмакино его именем названа одна из улиц.